# Mišić podizač gornje vjeđe
Mišić podizač gornje vjeđe (lat. musculus levator palpebrae superioris) je mišić oka (mišići oka). Uloga gornjeg mišića podizača vjeđe je podizanje gornje vjeđe i istodobno uvlačenje kože u brazdi gornje vjeđe. Mišić inervira živac pokretač oka (lat. oculomotorius).
Mišić je aktivan čitavo vrijeme dok je čovjek budan, a zadaća mu je da svaki puta kada čovjek trepne (svake dvije do tri sekunde) odmah otvori oko.

## Polazište i hvatište
Mišić polazi s klinaste kosti i hvata se za vezivnu ploču (lat. tarsus) i kožu gornje vjeđe.